# Sainte-Angèle-de-Prémont
Sainte-Angèle-de-Prémont är en kommun i provinsen Québec i Kanada. Den ligger i regionen Mauricie, i den sydöstra delen av landet, 230 km nordost om huvudstaden Ottawa.